# Бесс, Ариель
Ариель Бесс, в браке Ариель Бесс-Атану (фр. Ariel Besse-Atanoux; 7 октября 1965 — 29 мая 2022) — французская киноактриса.

## Биография
Ариель Бесс дебютировала в кино в возрасте 15 лет в фильме Бертрана Блие «Отчим». Вскоре после выхода кинокартины на большой экран без ведома режиссёра и родителей актрисы была выпущена скандальная афиша с изображением юной Бесс, сидящей на коленях актёра Патрика Деваэра с открытой грудью. Это стало поводом для судебной жалобы родителей Ариель Бесс на дистрибьюторов фильма. Её мать выразила возмущение тем, что откровенное изображение на постере в данном контексте - размещение на всей территории Франции - носит характер сексуальной эксплуатации, в противоположность нежности и деликатности, с которыми образ её дочери был представлен в «Отчиме». Высказывание о противоположном контексте одного кадра в фильме и на уличном постере было проигнорировано. Суд вынес решение в пользу дистрибьюторов, объявив, что некоторые сцены фильма эксплуатируют Бесс «явно больше, чем на постере».
По утверждению матери актрисы, эти события нанесли Ариель Бесс сильную психологическую травму, когда она вернулась к повседневной жизни и учёбе в школе после съёмок. Кроме того, её потрясла ранняя смерть партнёра по съёмочной площадке Патрика Деваэра, совершившего самоубийство через полгода после выхода фильма «Отчим» .
В 1982 году Бесс снимается в фильмах  "Мора" Леона Деклозо и "Какой кошмар... мы влюблены" Мишеля Жерара. После этого надолго уходит из мира кино.
В начале 2000-х годов в связи с двадцатилетним юбилеем фильма «Отчим» многие заинтересовались судьбой Ариель Бесс. Она становится участницей нескольких телепередач. В частности, в одном из документальных фильмов телеканала France 3 она рассказала о том, что живёт в Варе, состоит в браке, воспитывает троих детей и работает на почтовой службе.
В 2003 году Бесс ненадолго возвращается в мир кино: участвует в съёмках документального фильма "Патрик Деваэр: дитя века" режиссёра Александра Муа, а также появляется в одном из эпизодов сериала La Crim', вышедшего в 2004.
После Ариель Бесс проживала на юге Франции. Она является матерью четверых детей. Некоторое время (2015 год) работала театральным педагогом в одном из центров Лиги народного образования, а также занималась социальной деятельностью. Кроме того, она являлась одним из сотрудников общественной организации, занимающейся просвещением в области геронтологии и охраны здоровья.
Ариель скончалась 29 мая 2022 года во Франции.

## Фильмография
- 1981 — "Отчим" /  Beau-père
- 1982 — "Мора" / "Mora"
- 1982 — "Какой кошмар... мы влюблены" / "On s'en fout, nous on s'aime"

## Сериалы
- 2004 — La Crim' (эпизод "Sans concession")

## Документальные
- 2003 — Patrick Dewaere, l'enfant du siècle (о жизни Патрика Деваера)